# 小石清
小石 清（こいし きよし、1908年3月26日 - 1957年7月7日）は、日本の戦前を代表する写真家。戦争のために創作の機会を奪われた末に早世した悲劇の天才として知られる。

## 生涯
1908年（明治41年）3月26日、大阪市で高級雑貨商の家に生まれる。高等小学校を卒業後の1922年に浅沼商会大阪支店技術部に入社して本格的に写真の技術を学んだ。1928年に浪華写真倶楽部に入会。1931年には大阪にスタジオを開設し、写真家として独立。この間、浪展、国際広告写真展、日本写真美術などで次々と入選。同年には大阪で行われた独逸国際移動写真展で新興写真に触れ、大いに刺激を受けた。
1932年、写真及び自作の詩を収めた「初夏神経」を浪展に出品、翌年、ジンク板の表紙及びリング閉じにより出版。1936年、これまでに培った前衛写真の手法を集大成した解説書「撮影・作画の新技法」を発表。
1938年、政府による写真情報誌「写真週報」の写真を担当。日中戦争に従軍写真家として赴いた際に撮影された写真をまとめた連作「半世界」(1940年)でも前衛手法を用いて斬新な表現を試みているが、その後戦時下では小石の前衛手法は制限を余儀なくされた。だがその最中にあっても、1939年に南支において現地住民の写真を多数撮影し、『南支人の相貌』と題して雑誌「カメラ」に発表している。
戦後は福岡県門司市（現在の北九州市門司区）に移り、門司駅付近にカメラ屋「小石カメラ」を創業する一方で門司鉄道管理局嘱託として活動を続けたが、写真家としての発表のペースは減った。晩年の小石と話をした中藤敦によれば、小石からは「昔程の作画意欲と夢が喪失した」と感じたという。それでも『続半世界』を発表し、同シリーズをさらに発展させる構想を練っていたという。
しかし1957年、門司駅構内での転倒で頭を打ったことが原因で7月7日に同市の病院で死去した。小石は酒好きだったためにメチルアルコールに手を出して視力を悪化させたのが事故死の原因だといわれている。死の直前には内田百閒の取材に同行して写真を残しており、内田は小石との別れについて「千丁の柳」に記している。「小石カメラ」は、小石の死後も「カメラの小石」として現在も門司区で存続している。
戦前の小石はあらゆる写真的技術を軽々と使いこなし、芸術写真、新興写真、前衛写真、報道写真と、ジャンルを問わず作品を残している。なかでも、1933年に刊行された写真集『初夏神経』は、その装幀、各作品、そして各作品に使われた二重露光、フォトグラム、ソラリゼーションなどのテクニックから考えて、日本の戦前の写真集の1つの到達点ともいえる。

## 日本における主要展覧会
- 小石清と浪華写真倶楽部展／兵庫県立近代美術館・西武百貨店コンテンポラリーアートギャラリー／1988年
- 大阪府20世紀美術コレクション―モダニズム写真の鬼才―小石清展／大阪府立現代美術センター／2009年
- 大規模な回顧展は、未だ開催されていない。

## 日本語による主要参考文献
- 初夏神経／1933年／国書刊行会から復刻（2005年）
- 撮影・作画の新技法／玄光社／1936年
- 「小石清と浪華写真倶楽部」展カタログ／兵庫県立近代美術館・西武百貨店コンテンポラリーアートギャラリー／1988年
- 小石清と前衛写真（日本の写真家・第15巻）／岩波書店／1999年 ISBN 4000083554